# Onciale 0120
- Papyrus
- Onciale
- Minuscules
- Lectionnaire

Le Codex 0120, portant le numéro de référence 0120 (Gregory-Aland), α 1005 (Soden), est un manuscrit du Nouveau Testament sur parchemin écrit en écriture grecque onciale.

## Description
Le codex se compose de 6 folios. Il est écrit en une colonne, de 21 lignes par colonne. Les dimensions du manuscrit sont 27 x 19 cm. Les experts datent ce manuscrit du IXe siècle,. Il contenant esprits et accents.
Contenu
C'est un manuscrit contenant le texte incomplet des Actes des Apôtres. 
Actes des Apôtres 16,30-17,17; 17,27-29.31-34; 18,8-26;
Il contenant les τιτλοι (titres).
Texte
Le texte du codex représente un texte byzantin. Kurt Aland le classe en Catégorie V. 
Lieu de conservation
Le codex est conservé à la Bibliothèque apostolique vaticane (Gr. 2302) à Rome,.